# バレーメトロレール
バレーメトロレール（英語: Valley Metro Rail）は、アメリカ合衆国アリゾナ州のマリコパ郡にあるライトレール。2008年に最初の路線が営業運転を開始しており、州都のフェニックスやテンピ、メサといったフェニックス都市圏の各地域を結んでいる。運営はフェニックス都市圏の路面電車路線（テンピ・ストリートカー）や路線バスなどと共にバレーメトロによって行われている。

## 歴史
アメリカの都市・フェニックスにはかつて1887年に開通した路面電車が存在したが、モータリーゼーションの進展により路線バスへ置き換えられ1948年までに廃止された。その後、フェニックスや周辺都市では高速道路を中心とした自動車中心の交通網の整備が試みられていたが住民からの反対もあり大半は実現せず、1990年代に入ると公共交通機関（路線バス）の整備が各地で行われるようになった。そして、2000年に市民団体とフェニックス市によって作成された、増税される消費税を財源とした公共交通網の拡張計画「提案2000（Proposition 2000）」の中に、フェニックス市内を走行するライトレールを建設する計画が含まれた。この提案は住民投票の結果賛成65 %で可決され、同年に近隣のテンピ市議会もライトレールの建設を決議した。そして、最初の路線となるフェニックスとテンピ市内を結ぶ全長32.2 km（20 miles）の建設は2006年まで実施され、試運転を経て2008年12月27日に最初の路線が営業運転を開始した。

建設中のライトレール（2007年撮影）
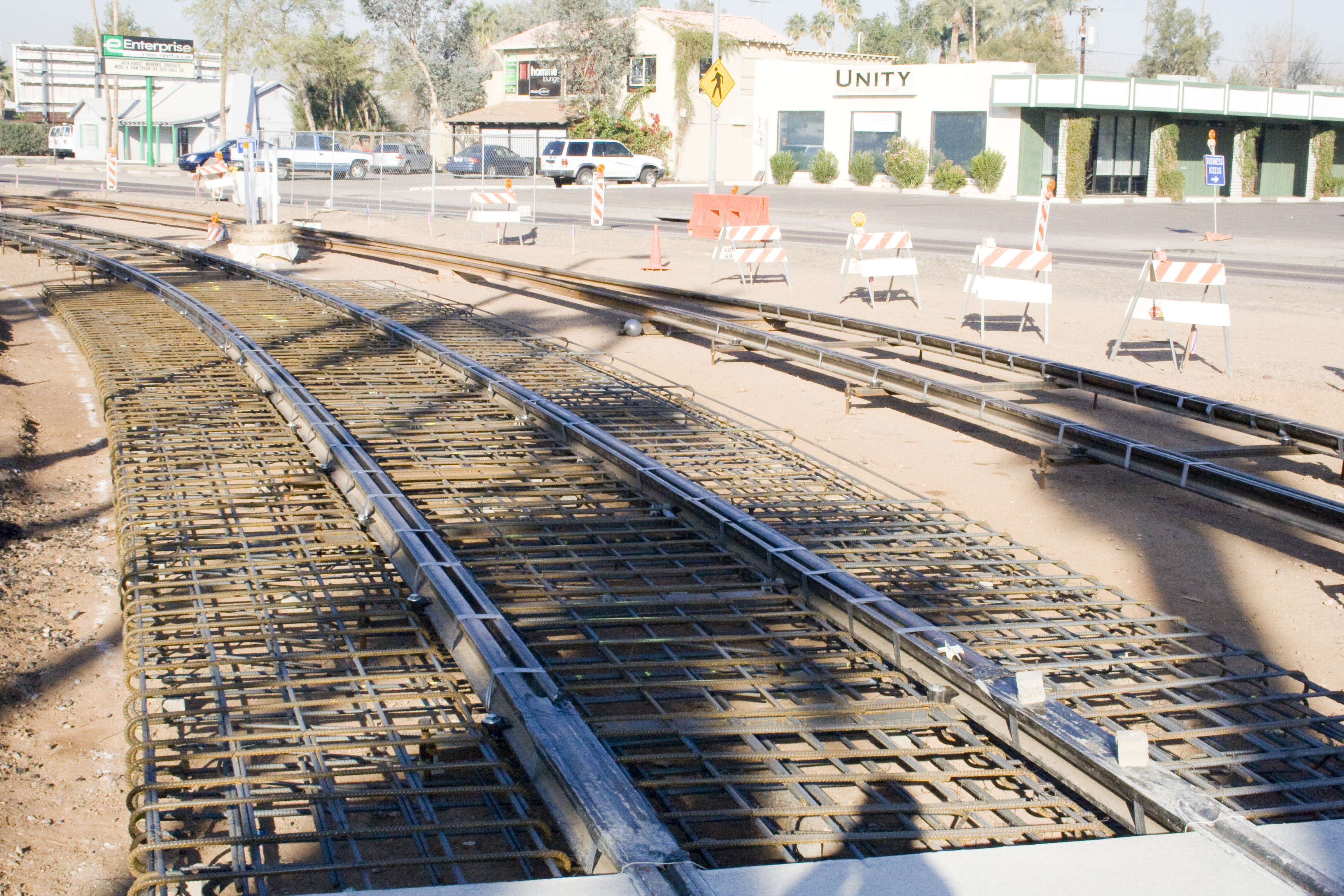
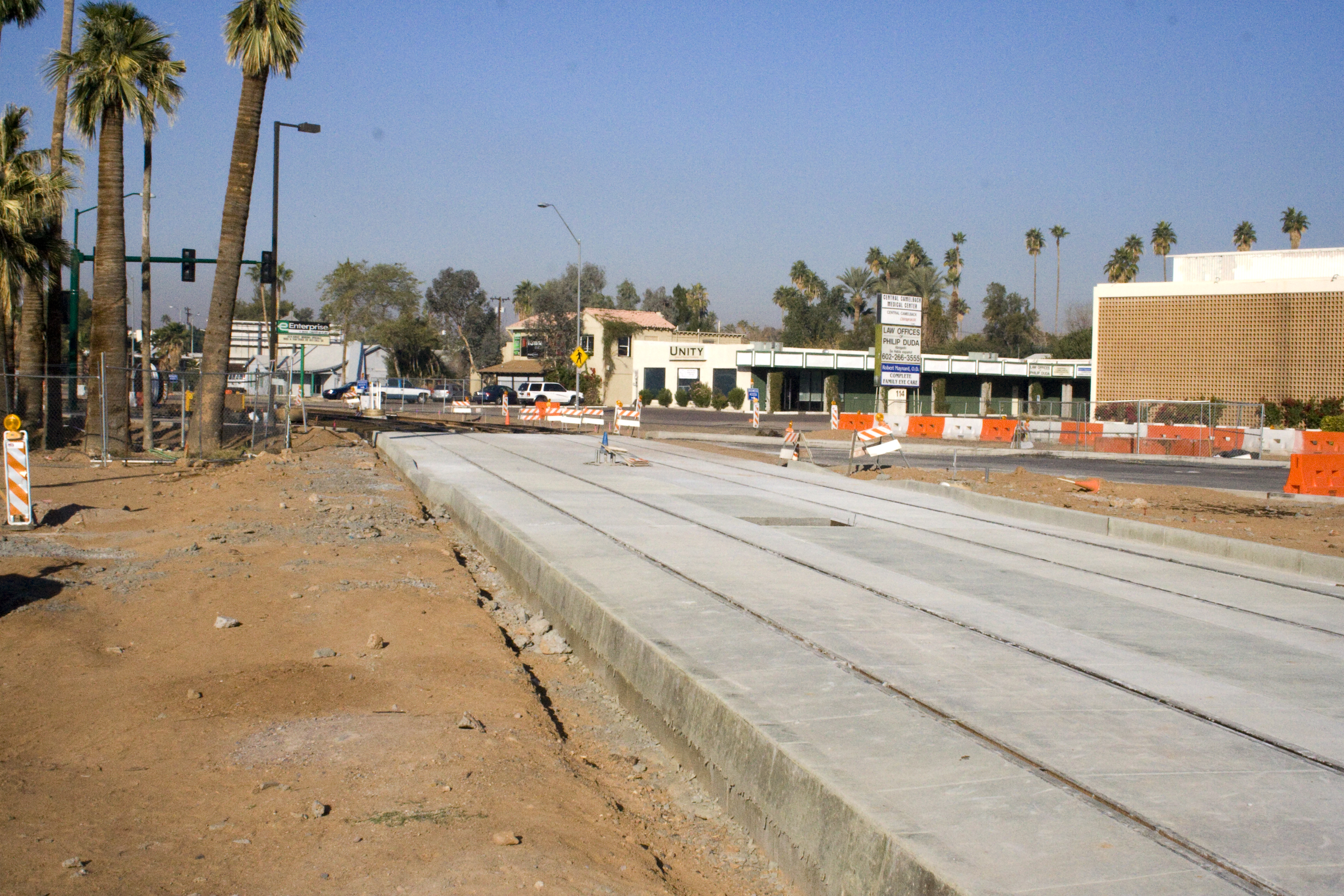
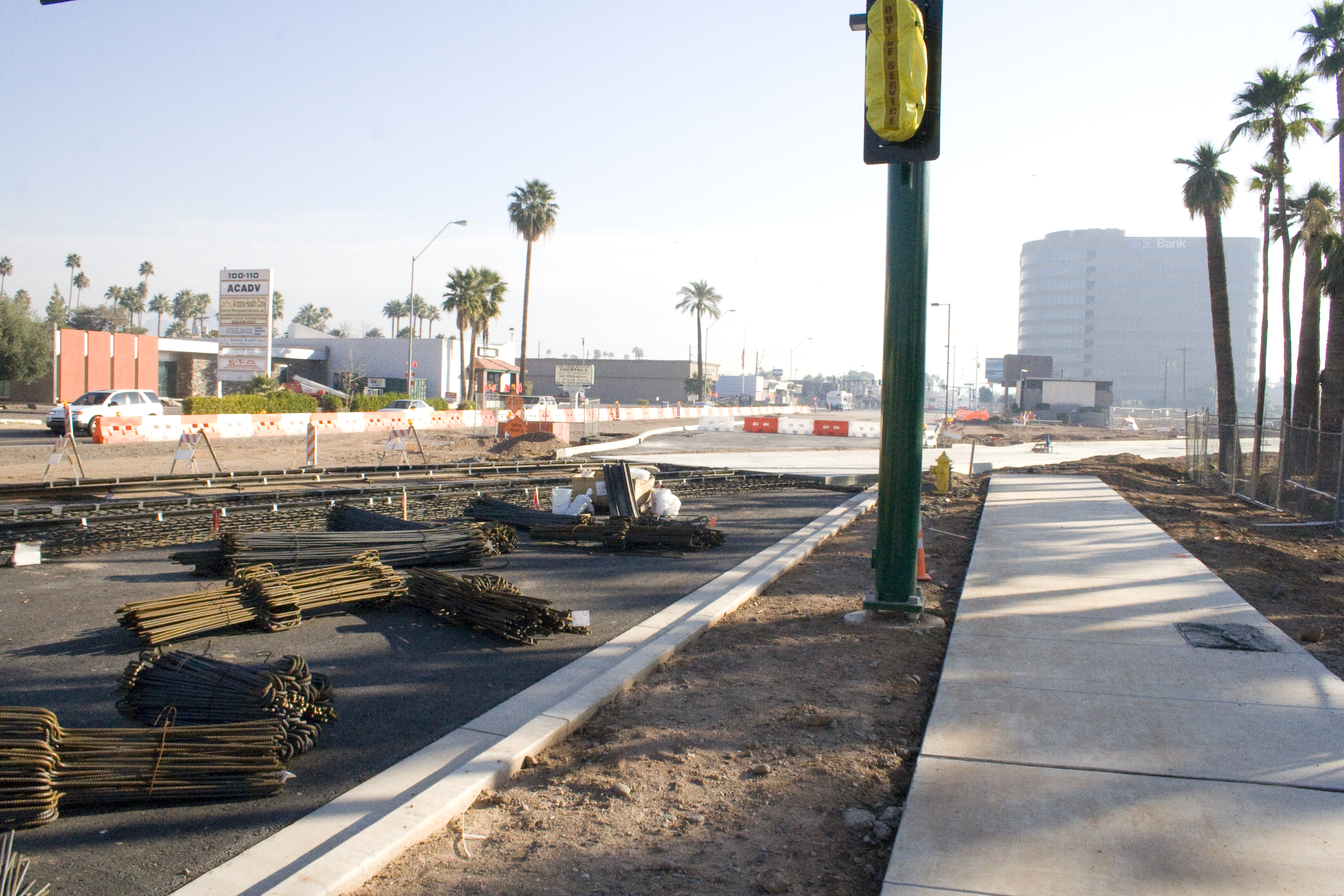

その後、2015年にメサのダウンタウン地区の延伸（Central Mesa Extension）が行われ、2019年には更にギルバート・ロード（Gilbert Road）への延伸が実施された。また、フェニックス北西部についても2013年に延伸工事が開始され、2016年に19番街/ダンラップ駅（19th Ave / Dunlap）までの区間が開通した他、既存の区間にも新たな電停が増設された（50番通り/ワシントン駅、50th Street/Washington）。続いて2024年1月27日には19番街/ダンラップ駅から更に北西部へと路線を延長し、かつてショッピングモールが存在した地点に設置されるセルダ・ウィリアムス・トランジットセンター（Thelda Williams Transit Center）まで向かう、2つの途中駅を含む全長2.57 km（1.6 mile）の区間が営業運転を開始した。
一方、フェニックス中心部から分岐し、中央街（Central Avenue）を南へ進む全長5.5 miles（8.85 km）の路線の建設も進められ、2025年6月7日から営業運転を開始した。これに伴い、それまで「ジェファーソン/1番街駅（Jefferson/1st Avenue）」と「ワシントン/中央街駅（Washington/Central Avenue）」に分かれていたダウンタウン中央部の駅がホームの増設と共に統合され、拠点駅「ダウンタウン・フェニックス・ハブ」となっている他、運行形態も再編され、東西を結ぶ「Aライン（A Line）」と延伸区間を含めた南北を結ぶ「Bライン（B Line）」の2系統で運行されるようになっている。

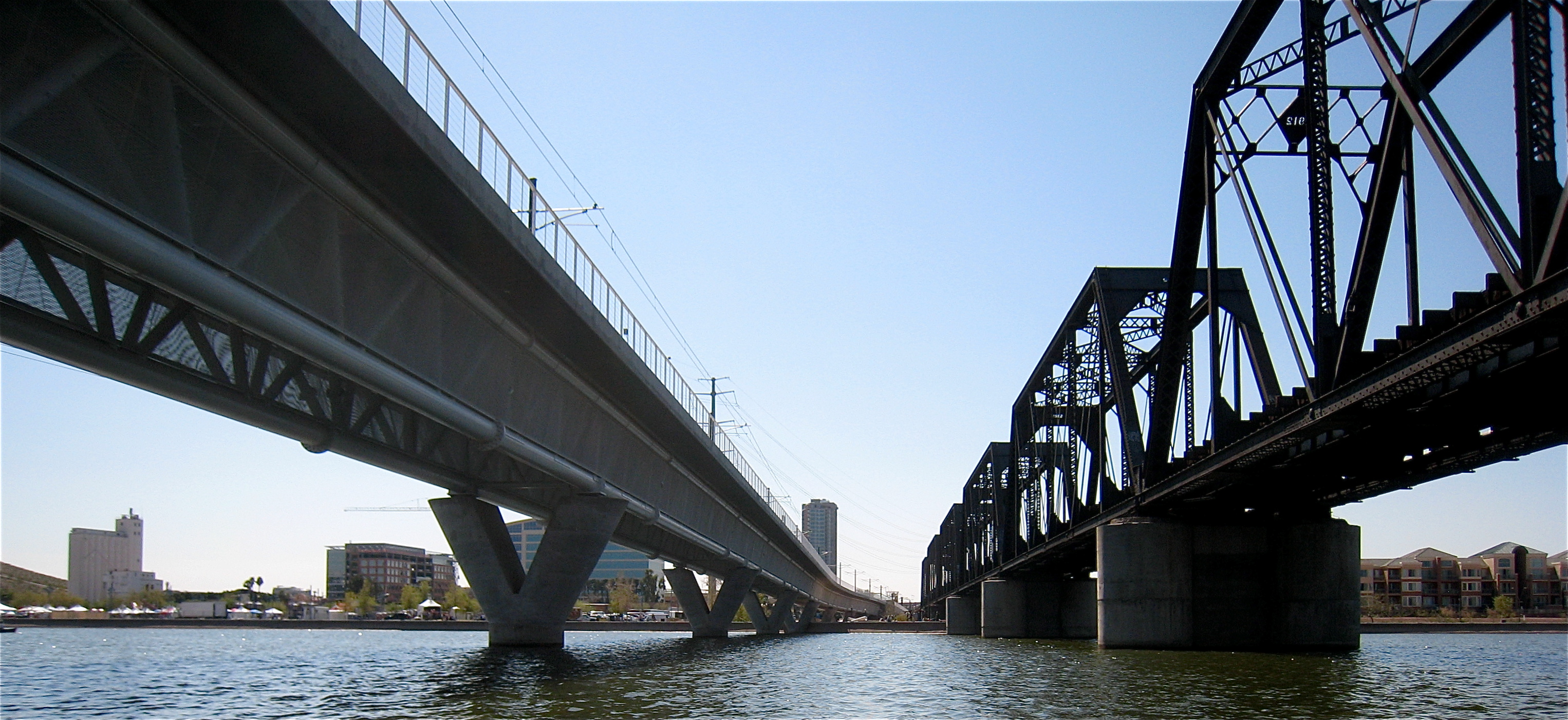
テンピ・タウン・レイクを跨ぐ鉄橋（2009年撮影）
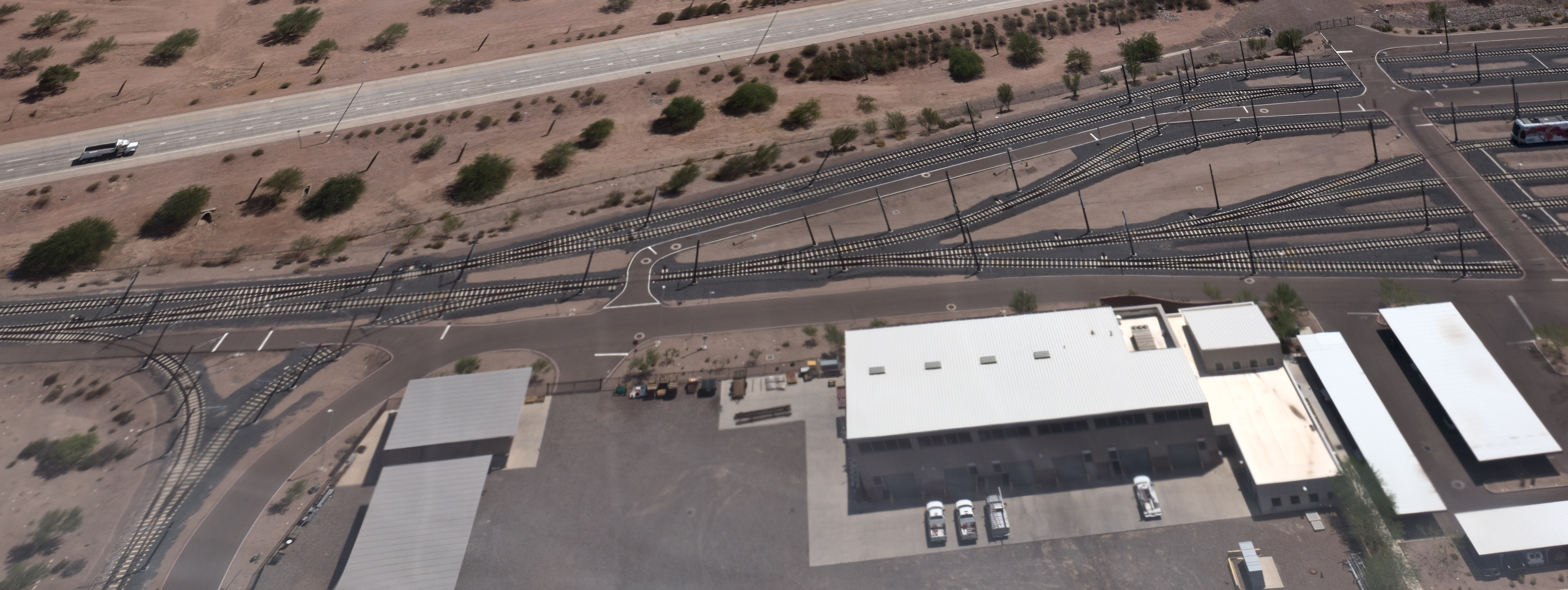
ライトレールの車両基地

## 路線
2025年現在、バレーメトロは以下の区間でライトレールの運行を行っている。大半の路線は複線だが、フェニックス市内の一部区間では線路が独立して敷設されており、駅も双方の方面で離れた位置に設置され、名称も異なっている。ただしこれらの近接した2つの駅をそれぞれ1つとして数えているため、バレーメトロのライトレールの駅数は公式では50箇所となっている。運行間隔は最短12分（平日：19時まで）、最長20分（平日・土曜日：19時以降、日曜日：全日）となっている。

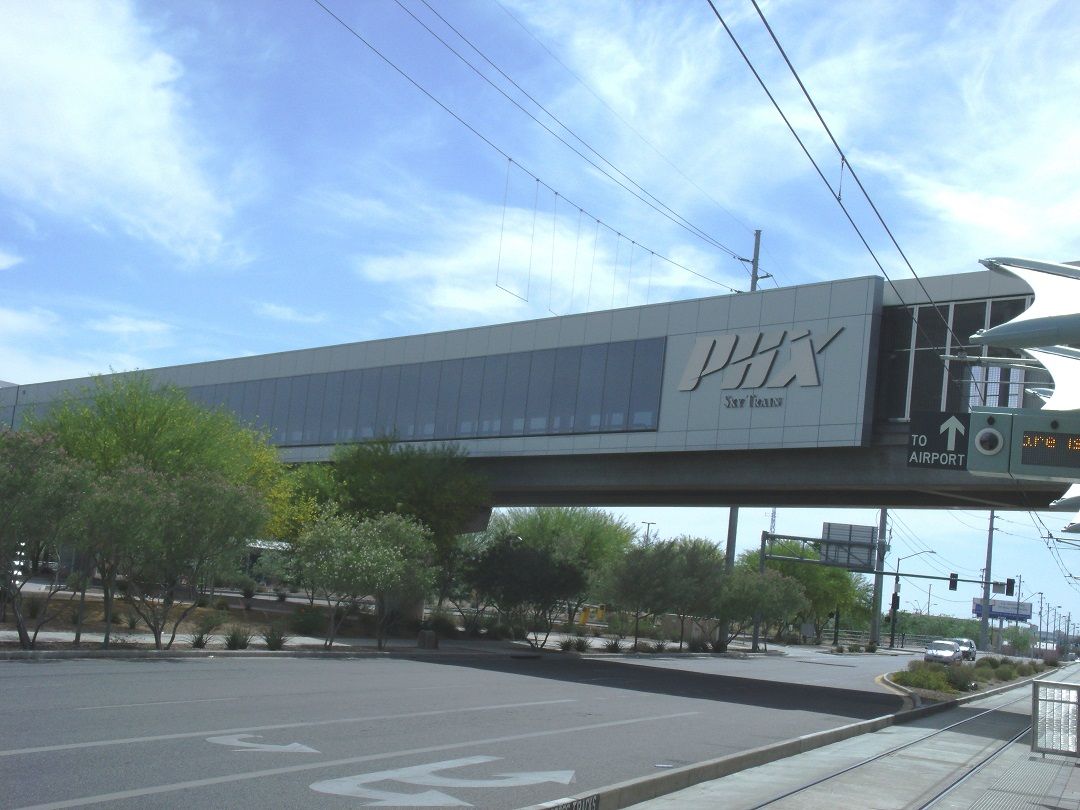
44th St/Washington駅 PHXスカイトレイン（英語版）と接続[注釈 3] （2013年撮影）
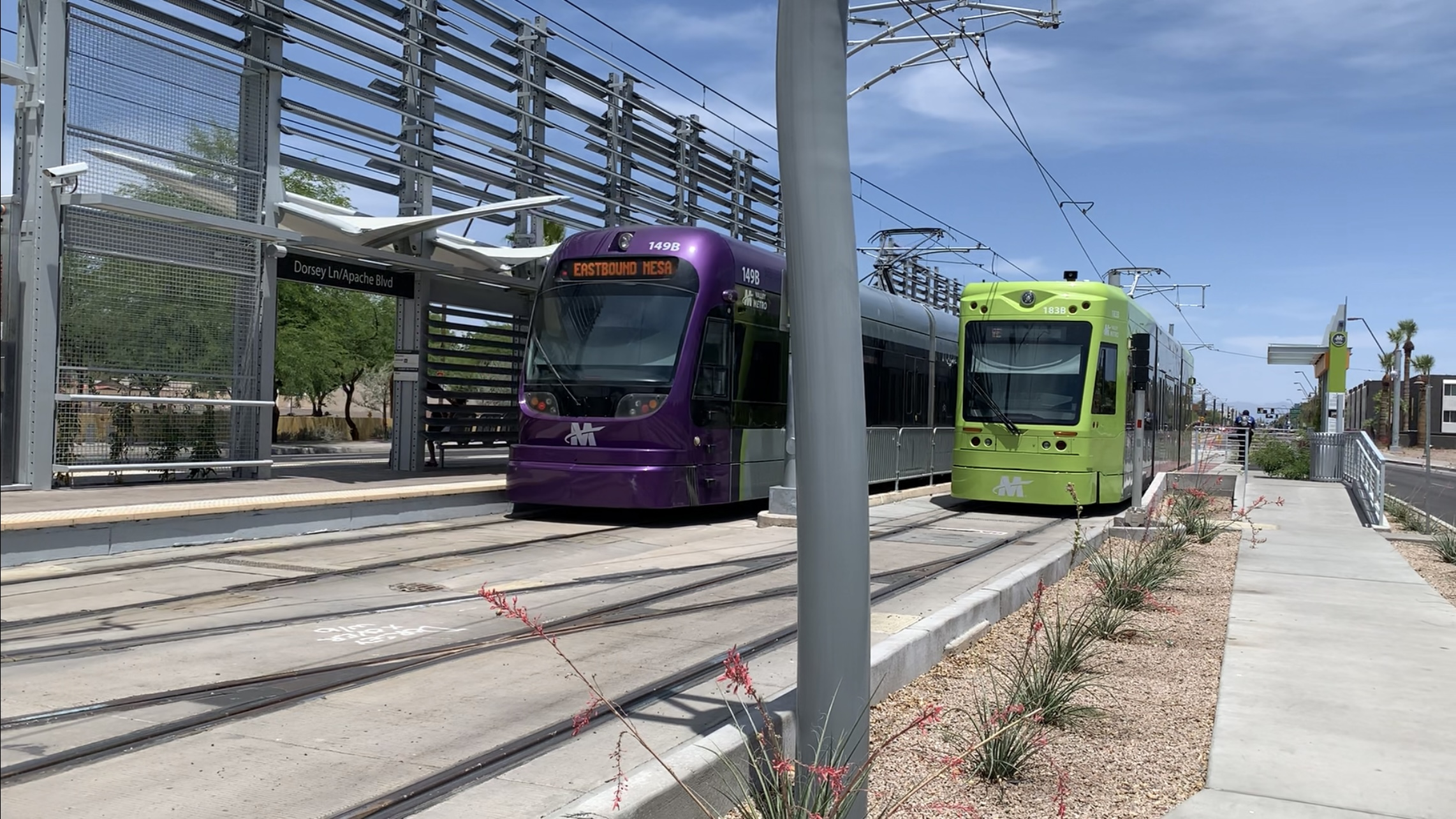
Dorsey/Apache Blvd駅 テンピ・ストリートカー（右）と接続 （2022年撮影）

| 系統名  | 経由区間                                                                                               | 備考・参考 |
| ------- | --- | ---------- |
| Aライン | Downtown Phoenix Hub - 44th St/Washington - Mill Ave/3rd St - Dorsey/Apache Blvd - Gillbert Rd/Main St |            |
| Bライン | Metro Parkway - 19th Ave/Dunlap - Downtown Phoenix Hub - Baseline / Central Ave                        |            |

## 車両
2023年現在、バレーメトロレールでは以下の2種類の電車が営業運転に用いられている。双方とも連結運転に対応した3車体連接車で、バリアフリーに適した部分超低床電車となっている。
- 近畿車輛製電車 - 開通時に導入された、日本の近畿車輛が開発した車両。合計50両（101 - 150）が在籍する[15]。
- S700 - シーメンスがアメリカ合衆国向けに展開する部分超低床電車。バレーライトレールの需要増加や今後の延伸に伴う輸送力増強を目的に2022年から営業運転に用いられており、2023年時点で25両（201 - 225）が在籍している他、契約には53両分のオプションが含まれている[16][17][18]。

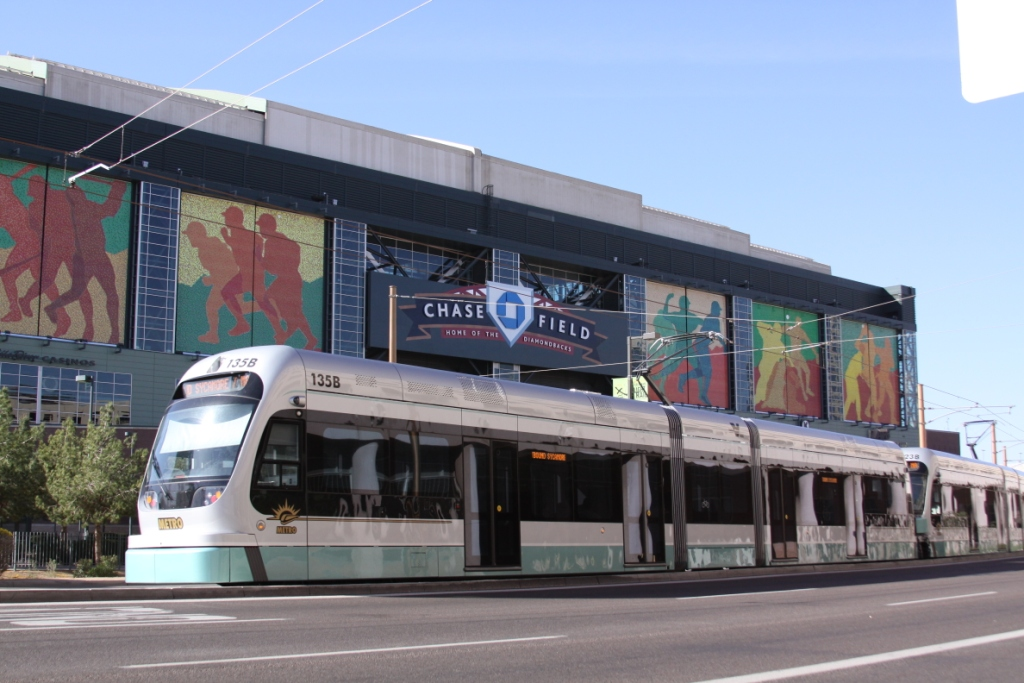
近畿車輛製電車（2009年撮影）
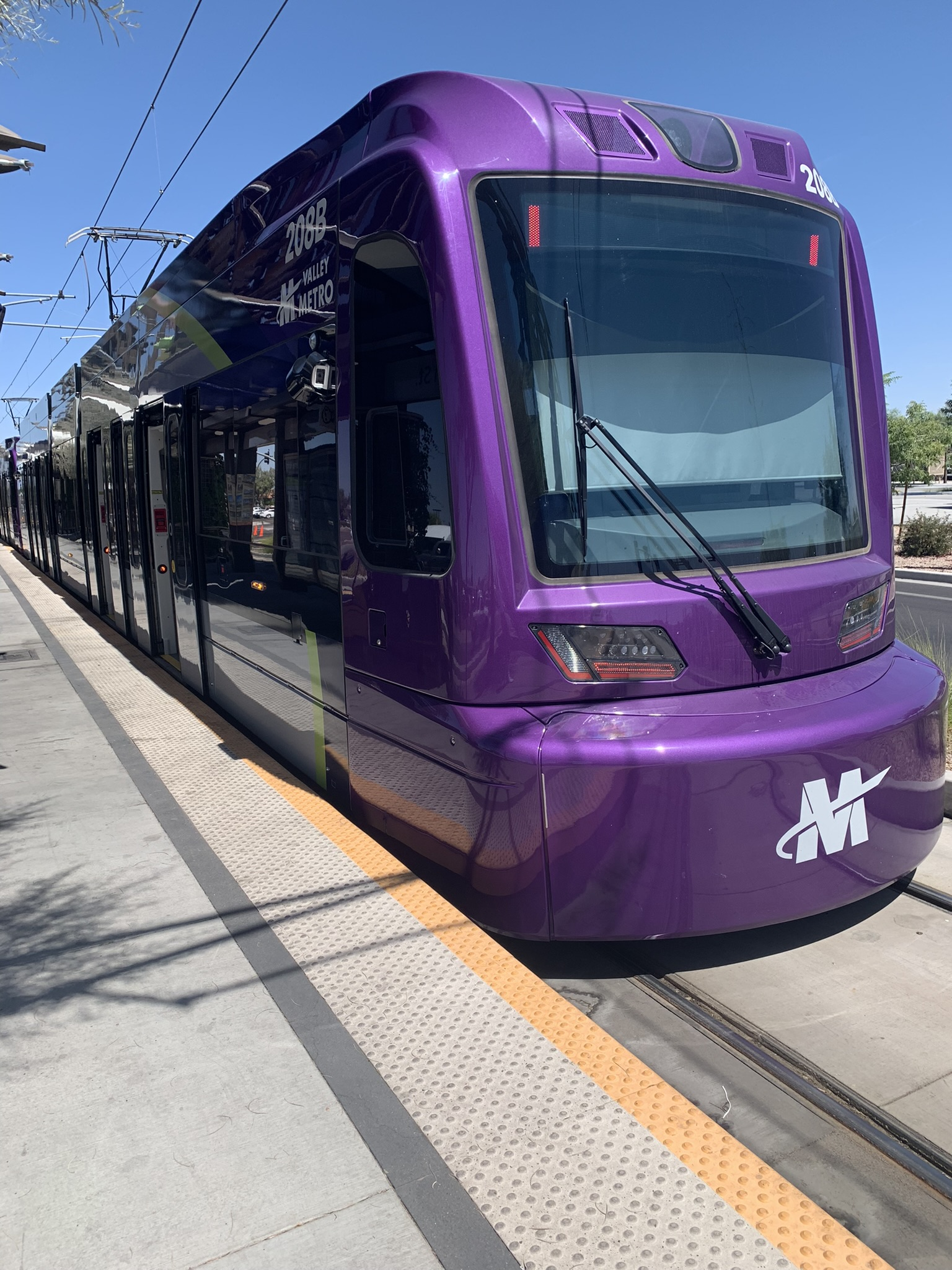
S700（2022年撮影）

## 今後の予定

2007年時点のライトレールおよびストリートカーの建設計画

前述の通りバレーメトロレールでは2025年現在も西部への延伸区間（Capitol Extension Project）を始めとした複数の延伸計画が進められており、2034年までにライトレールと接続する路面電車路線（ストリートカー）を含め合計106.22 km（66 miles）の路線網が構築される事になっている。